# 切莱斯
切莱斯是西班牙埃斯特雷马杜拉自治区巴达霍斯省的一个市，面积47平方公里，人口1,296人（2005年）。